# Computer Boss International

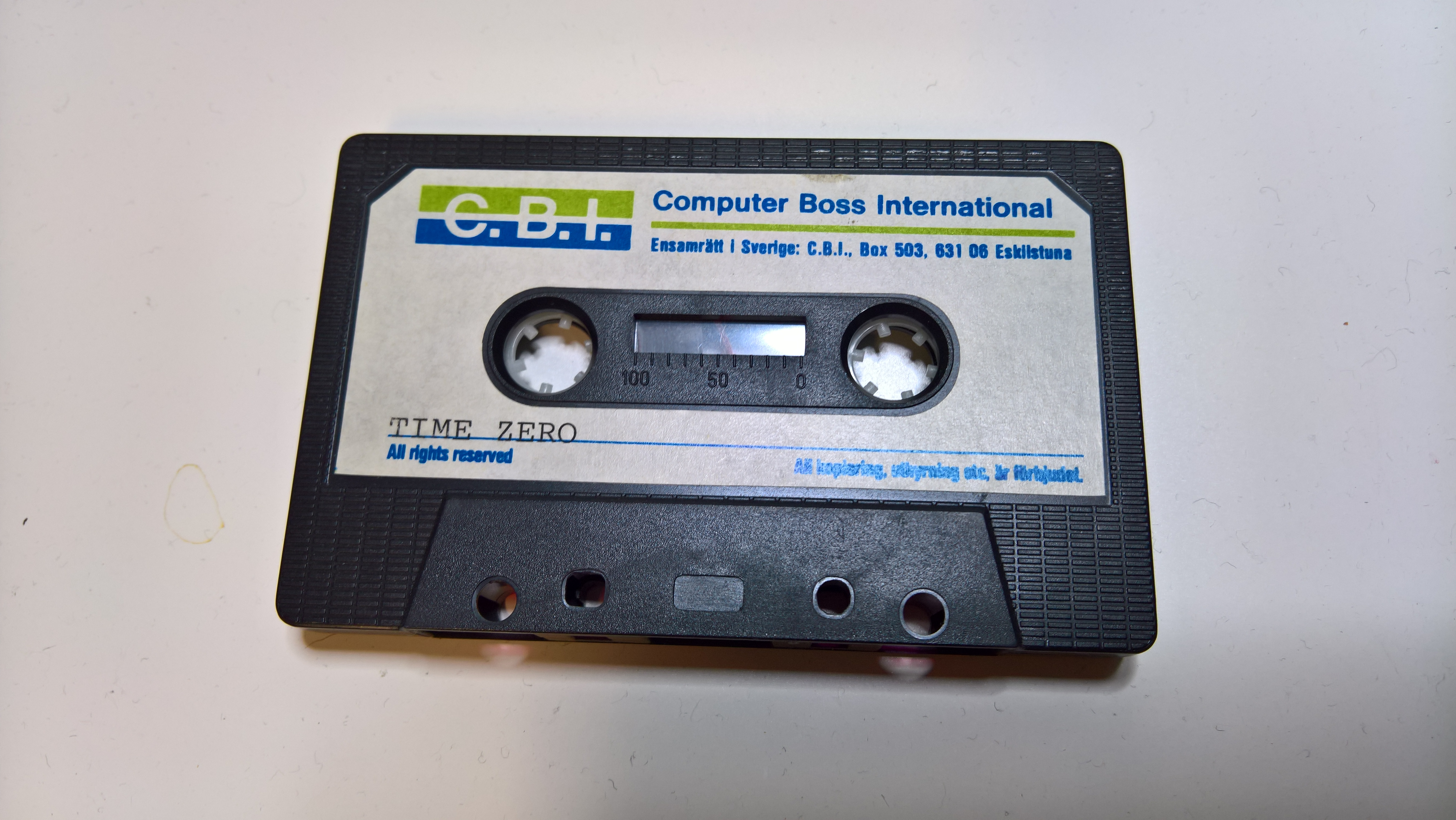
Spelet Time Zero släpptes 1985 på kassettband och var utvecklat för Commodore 64, och publicerades av Computer Boss International. Spelet utvecklades av Per Håkan Sundell och Ale Rivinoja, även kända som Computerbrains.

Computer Boss International var ett svenskt datorspelsföretag, baserat i Eskilstuna som grundades 1983 av Christer Nydell. Nydell ägde företaget fram till år 2000. Företaget publicerade bland annat 1985 spelet "Time Zero".